# Copeland (Oklahoma)
Copeland es un lugar designado por el censo ubicado en el condado de Delaware  en el estado estadounidense de Oklahoma. En el año 2010 tenía una población de 1629 habitantes y una densidad poblacional de 	87,11 personas por km².

## Geografía
Copeland se encuentra ubicado en las coordenadas 36°15′54.13″N 94°46′0.1″O / 36.2650361, -94.766694 (36.265037° -94.766693°). Según la Oficina del Censo de los Estados Unidos, Copeland tiene una superficie total de 7,315 mi² (18,9 km²), de la cual 7,292 mi² (18,9 km²) corresponden a tierra firme y 0,023 mi² (0,1 km²) es agua.

## Demografía
Según la Oficina del Censo en 2000 los ingresos medios por hogar en la localidad eran de $22,459 y los ingresos medios por familia eran $33,071. Los hombres tenían unos ingresos medios de $22,560 frente a los $16,121 para las mujeres. La renta per cápita para la localidad era de $16,252. Alrededor del 18.3%  de la población estaban por debajo del umbral de pobreza.